# The Bohemes
The Bohemes is een indierockband uit Nederland. De muziekstijl van de band is vergelijkbaar met bands als The Libertines, Arctic Monkeys, Kings of Leon en The Jam. De bandnaam komt voort uit het gedicht Ma Bohème van Arthur Rimbaud. 
De band bestaat uit zanger en gitarist Léon Huisman, gitarist Kevin Smits, basgitarist Redmar Hiemstra en drummer Gabriël Huisman.    

## Actueel
Op 21 juli 2020 wordt de single Von Fisennepark uitgebracht op digitale muziekstreamingdiensten als Spotify, Soundcloud en Apple Music. Het is de eerste single die in de huidige bandformatie wordt uitgebracht. Vanwege de intelligente lockdown in Nederland is het nummer op afstand opgenomen en geproduceerd.

## Hoogtepunten

### Voor 2019

#### Voorprogramma Bettie Serveert
In 2010 spelen The Bohemes het voorprogramma van Bettie Serveert in zo'n twintig zalen in Nederland voor hun Pharmacy Of Love album tour, waaronder 013 (Tilburg), Tivoli (Utrecht) en Paradiso (Amsterdam).

#### KinkTV Plug de Band
Eind 2009 winnen The Bohemes het KinkTV-programma Plug de Band. Het programma is te zien op TMF, 3FM en KinkFM.

### 2019 - 2023
In 2019 bestaat The Bohemes uit de vaste bandleden en broers Léon en Gabriël Huisman als Nigel de Vette wordt gevonden als gitarist. Begin 2020 sluit Dex de Fijter aan als bassist. In 2023 verlaten De Fijter en De Vette de band.

### 2023 - heden
In 2023 sluit Kevin Smits aan als gitarist en volgt Redmar Hiemstra op de bas. Er worden meerdere tracks opgenomen.

## Discografie

### Singles
- 2020: Von Fisennepark

- 2010: Up the Modern World!/Entitled (splitsingle)

### Ep's
- 2009: I, Boheme

### Albums
- 2011: To The Ears of the Night (album)